# Limonium puberulum
Espèce
Limonium puberulum  est une plante de la famille des Plumbaginaceae, endémique aux îles Canaries.

## Répartition
Limonium puberulum est endémique à Lanzarote; Il aurait disparu de Fuerteventura. Il pousse dans les terrains rocheux principalement à Famara et au Mirador del Rio.

## Description
Plante herbacée pérenne à fleurs blanches et bractées violettes, haute d'une quinzaine de centimètres. Ses feuilles épaisses sont pubescentes.